# Грэйлинг, Крис
Кристофер Стивен Грэйлинг, барон Грэйлинг (англ. Christopher Stephen Grayling, Baron Grayling; род. 1 апреля 1962[…], Лондон) — британский политик, пожизненный пэр, член первого и второго кабинета Дэвида Кэмерона (2012—2016). Министр транспорта в первом и втором кабинетах Терезы Мэй (2016—2019).

## Биография

### Ранние годы
Родился 1 апреля 1962 года, окончил Королевскую грамматическую школу (Royal Grammar School) в Хай-Уикоме (Бакингемшир), а в 1984 году — колледж Фрэнсис Сидни Кембриджского университета, где изучал историю. Женат на Сюзан Клер Грэйлинг, урождённой Диллистоун (Dillistone), имеет двоих детей.
Будучи студентом Кембриджа, Грэйлинг являлся членом Социал-демократической партии и правозащитной организации Amnesty International, по окончании университета работал на BBC.

### Политическая карьера
В 1997 году был выдвинут Консервативной партией кандидатом на выборах в избирательном округе Уоррингтон Саут, но проиграл их. В 2001 году победил на новых парламентских выборах в традиционно консервативном округе Эпсом энд Иуелл в Суррее и стал членом Палаты общин.
В 2002 году назначен парламентским организатором, в 2002—2003 годах освещал политику консерваторов в области здравоохранения, в 2003—2004 годах отвечал в теневом правительстве за сектор общественных услуг, здравоохранения и образования, в 2005 году — за здравоохранение. В том же 2005 году стал теневым лидером Палаты общин, в 2005—2007 годах был теневым министром транспорта, в 2007—2009 годах — теневым министром труда и пенсий, в 2009—2010 годах — теневым министром внутренних дел.
В 2010 году сохранил мандат в округе Эпсом энд Иуелл, получив 56,2 % голосов избирателей и улучшив тем самым на 1,2 % свой результат на выборах 2005 года.
13 мая 2010 года Грэйлинг занял должность младшего министра в Министерстве труда и пенсий без права участия в заседаниях коалиционного кабинета Дэвида Кэмерона.
4 сентября 2012 года назначен лордом-канцлером и министром юстиции, сменив в этой должности Кеннета Кларка, что вызвало озабоченность активистов борьбы за гражданские права. В частности, противники этого кадрового решения вспомнили высказывание Грэйлинга двухлетней давности о том, что, в отличие от отелей, владельцы мини-гостиниц типа bed and breakfast должны иметь право отказывать гомосексуальным парам. Кроме того, он оказался первым лордом-канцлером в истории, не имеющим юридического образования.
В 2015 году вновь победил в своём прежнем округе с разгромным результатом 58,3 % голосов. Наилучшего результата среди его соперников добилась лейбористка Шейла Карлсон (Sheila Carlson) — 15,5 %.
9 мая 2015 года в новом кабинете Кэмерона получил портфели лидера Палаты общин и лорда-председателя Совета. По мнению ряда обозревателей, это назначение стало уступкой правому крылу Консервативной партии. Одним из наиболее известных высказываний Грэйлинга в должности министра юстиции стало следующее: «People in this country are fed up with human rights being used as an excuse for unacceptable behaviour» (Люди в этой стране сыты по горло использованием прав человека для оправдания неприемлемого поведения).
13 июля 2016 года Дэвид Кэмерон ушел в отставку с должности премьер-министра в связи с исходом референдума о членстве Британии в Евросоюзе, на котором избиратели проголосовали за выход Великобритании из ЕС. Преемником Кэмерона стала министр внутренних дел Великобритании Тереза Мэй, в её кабинете был назначен министром транспорта.